# پریش باسیر (لوئیزیانا)
باسیر پریش (به انگلیسی: Bossier Parish) یک قصبه در ایالات متحده آمریکا است که در لوئیزیانا واقع شده‌است.

## خصوصیات
باسیر پریش ۲٬۲۴۵٫۵۳ کیلومترمربع مساحت دارد.

## نگارخانه

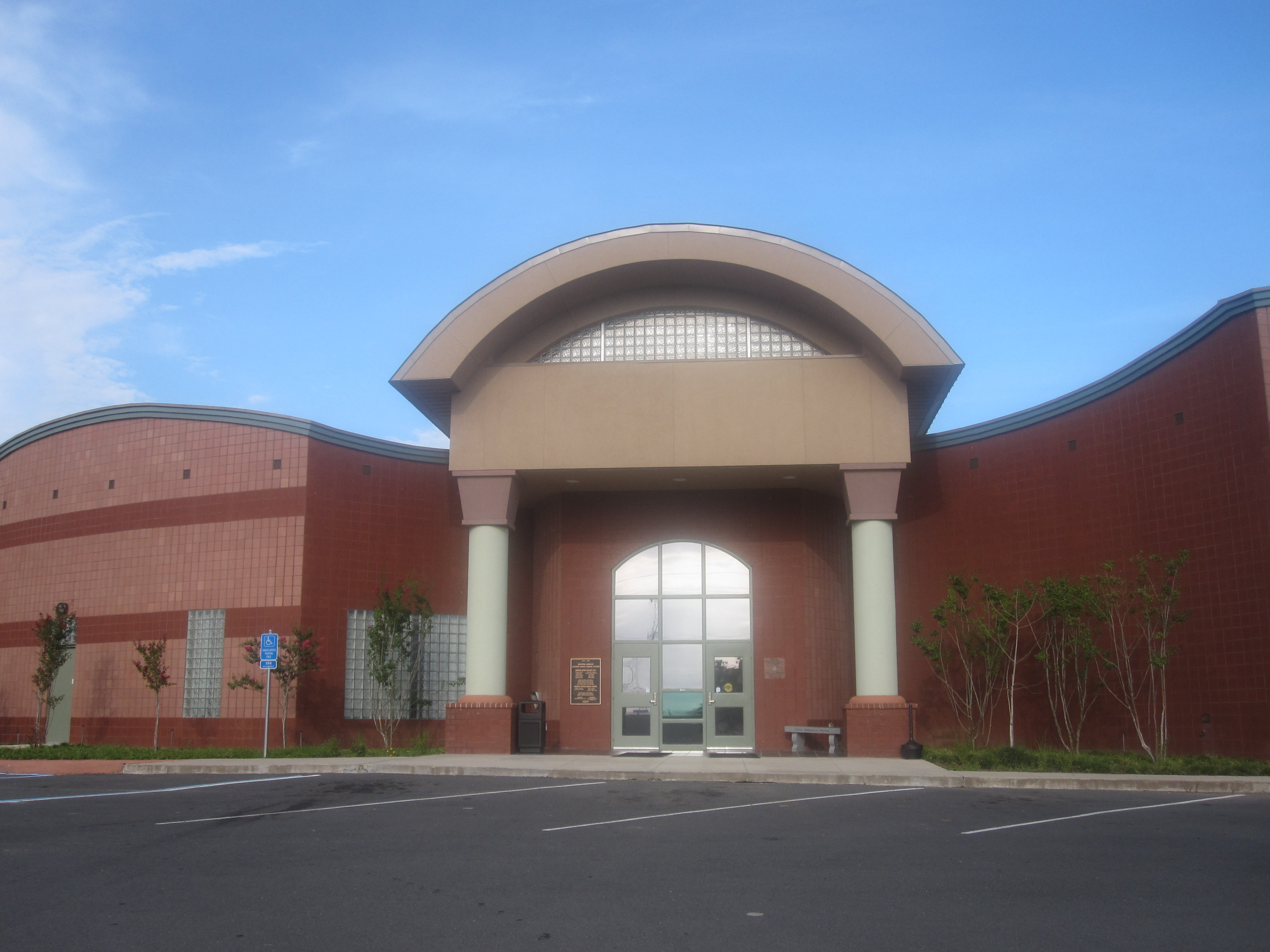
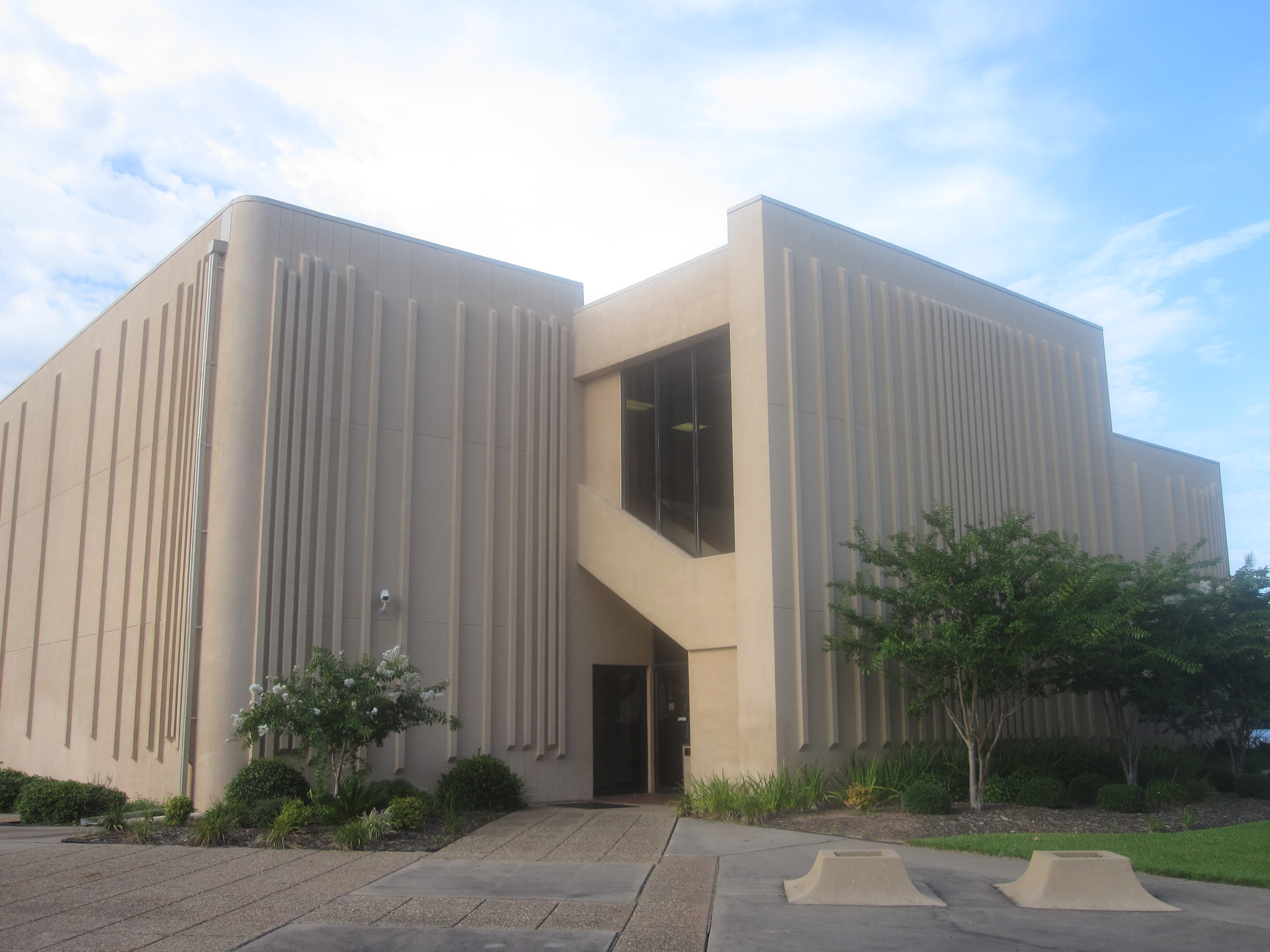
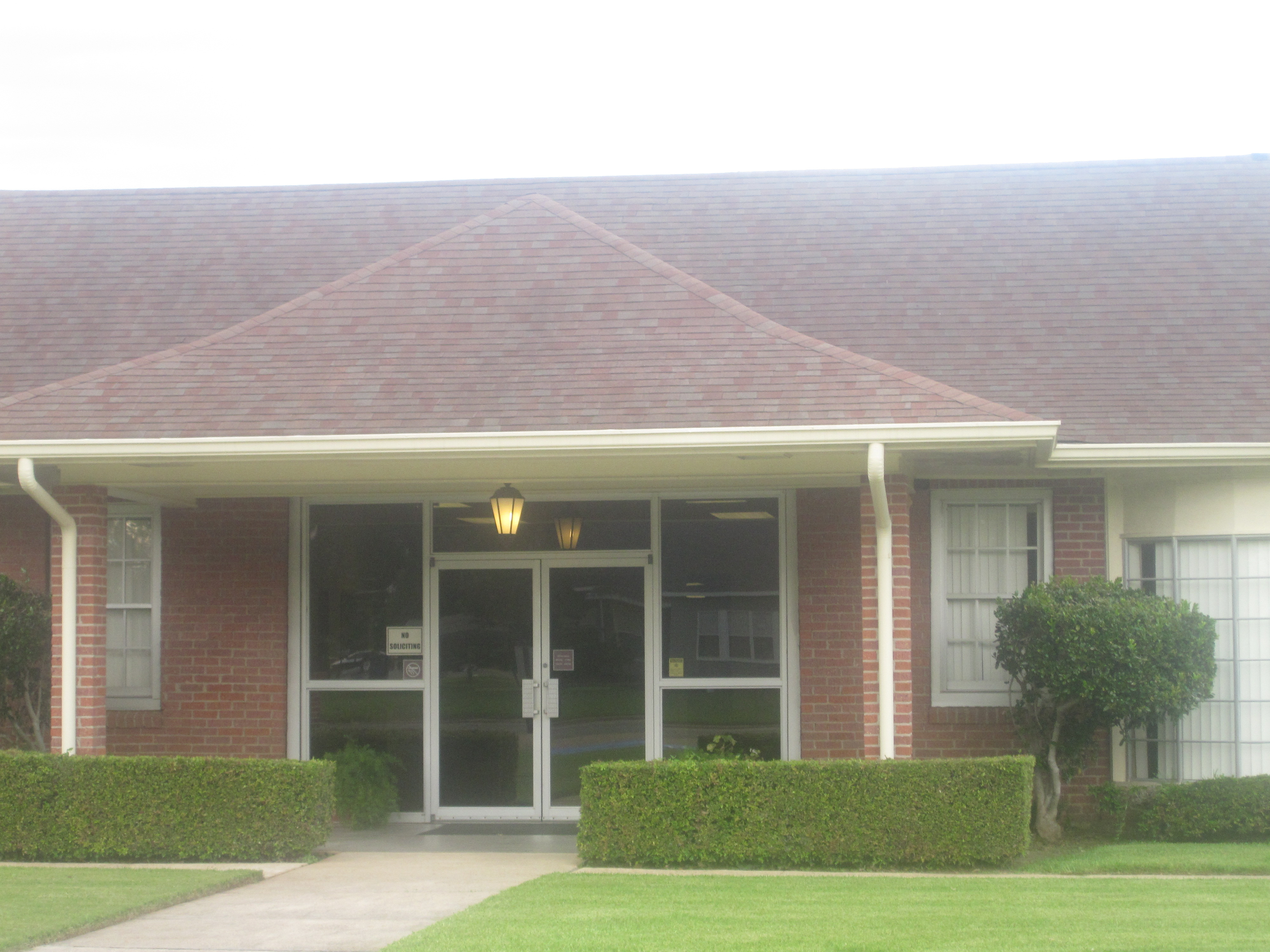